# Ruellia paulayana
Ruellia paulayana là một loài thực vật thuộc họ Acanthaceae. Đây là loài đặc hữu của Yemen.